# Julian Egerton
Julian Egerton (Londres, Anglaterra, 24 d'agost de 1848 – 22 de gener de 1945) va ser un clarinetista clàssic anglès.
Egerton va néixer a Londres. Tot i contraure la poliomielitis als vuit anys, va tenir una llarga i productiva carrera, fins a 93 anys. Va estudiar primer amb el seu pare, William Egerton, i després amb George Tyler de la "Royal Philharmonic Society". Va ser el primer clarinetista britànic a interpretar el Quintet per a clarinet Op 115 de Brahms. Va ser professor al Royal College of Music en successió d'Henry Lazarus des del 1894 fins al 1910 i al Kneller Hall des del 1889. Entre els seus estudiants hi havia Charles Draper i Haydn Draper.
Quan l'Estat i les bandes privades de la reina Victòria es van reorganitzar el 1870, Julian Egerton va ocupar el lloc del seu pare, a l'edat de 22 anys, càrrec que va ocupar fins al 1909. Va ser, a més, director dels Concerts Hans Richer fundació el 1879 i a moltes festes provincials. Va tocar al primer i molts posteriors concerts al passeig al "Queens Hall" amb Henry Wood.
El 1910 va renunciar a les dues cites docents per motius personals, per a la sorpresa i el pesar de les institucions implicades. El 1911 va morir la seva dona Caroline Wakelin, amb qui es va casar el 1872. Junts van tenir set fills. Es va tornar a casar el 1917 i es va traslladar poc després a Bilsington, Kent, on va morir, als 96 anys.
Els seus clarinets Fieldhouse es conserven a la Col·lecció d'Instruments Musicals Històrics d'Edimburg.